# Pulitzer-Preis 1978
Der Pulitzer-Preis 1978 war die 62. Verleihung des US-amerikanischen Literaturpreises. Das „Pulitzer Prize Board“ vergab Preise für Arbeiten, die während des Kalenderjahres 1977 entstanden waren.
Die Jury bestand aus 15 Personen unter dem Vorsitz von Joseph Pulitzer, Jr. (III.)

## Bereich Journalismus(Journalism)
| Kategorie                                                  | Preisträger                                                                               | Begründung |
| ---------------------------------------------------------- | ----------------------------------------------------------------------------------------- | --- |
| Aktuelle Berichterstattung (Breaking News Reporting)       | Richard Whitt vom Louisville Courier-Journal                                              | Preis verliehen für seine Berichterstattung über einen Brand, bei dem 164 Menschen im Beverly Hills Supper Club in Southgate ums Leben kamen, und für die anschließende Untersuchung der mangelnden Durchsetzung staatlicher Brandschutzvorschriften. |
| Dienst an der Öffentlichkeit (Public Service)              | The Philadelphia Inquirer                                                                 | Preis verliehen für eine Reihe von Artikeln, die Machtmissbrauch durch die Polizei in ihrer Heimatstadt zeigen. |
| Investigativer Journalismus (Investigative Reporting)      | Anthony R. Dolan vom Stamford Advocate (Connecticut)                                      | Preis verliehen für eine Serie über kommunale Korruption. |
| Kritik (Criticism)                                         | Walter Kerr von The New York Times                                                        | Preis verliehen für Artikel über das Theater im Jahr 1977 und während seiner langen Karriere. |
| Karikatur (Editorial Cartooning)                           | Jeffrey K. MacNelly vom Richmond News Leader                                              | |
| Leitartikel (Editorial Writing)                            | Meg Greenfield, stellvertretender Herausgeber der Redaktionsseite von The Washington Post | Preis verliehen für ausgewählte Beispiele ihrer Arbeit. |
| Kommentar (Commentary)                                     | William Safire von The New York Times                                                     | Preis verliehen für seine Kommentierung der Bert-Lance-Affäre. |
| Auslandsberichterstattung (International Reporting)        | Henry Kamm von The New York Times                                                         | Preis verliehen für seine Geschichten über die Flüchtlinge und Bootsflüchtlinge aus Indochina. |
| Berichterstattung im Inland (National Reporting)           | Gaylord D. Shaw von der Los Angeles Times                                                 | Preis verliehen für eine Serie über strukturelle Schwächen an den größten Staudämmen des Landes. |
| Aktuelle Fotoberichterstattung (Breaking News Photography) | John H. Blair, Fotograf für besondere Aufgaben bei United Press International             | Preis verliehen für das Foto eines Maklers aus Indianapolis, der von Anthony Kiritsis mit vorgehaltener Waffe als Geisel genommen wurde. |
| Feature-Fotoberichterstattung (Feature Photography)        | J. Ross Baughman von Associated Press                                                     | Preis verliehen für drei Fotos aus Guerillagebieten in Rhodesien. |

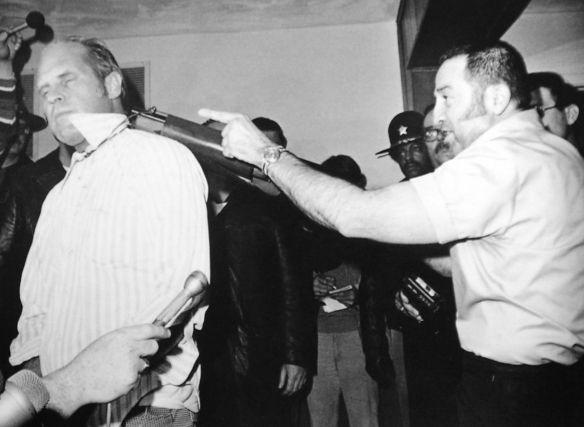
Siegerfoto in der Kategorie  Aktuelle Fotoberichterstattung
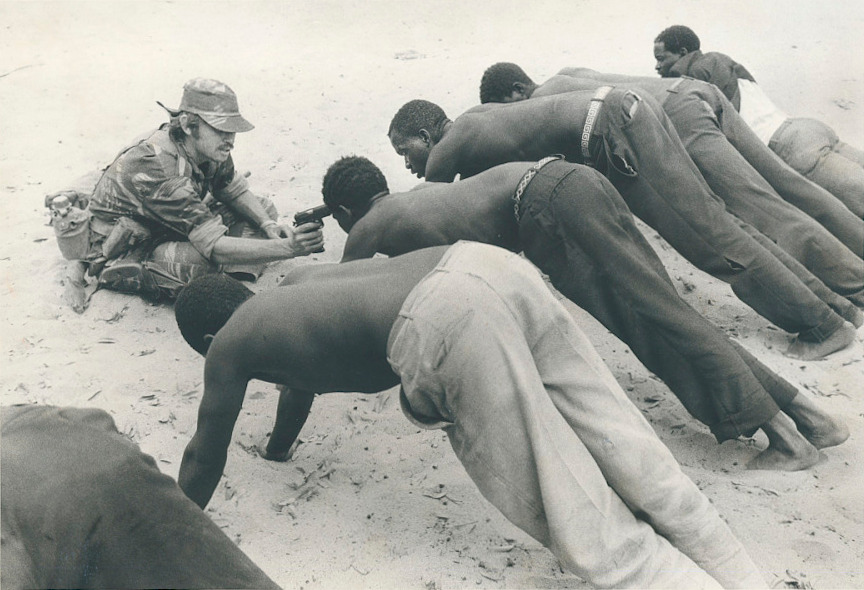
Siegerfotos in der Kategorie  Feature-Fotoberichterstattung
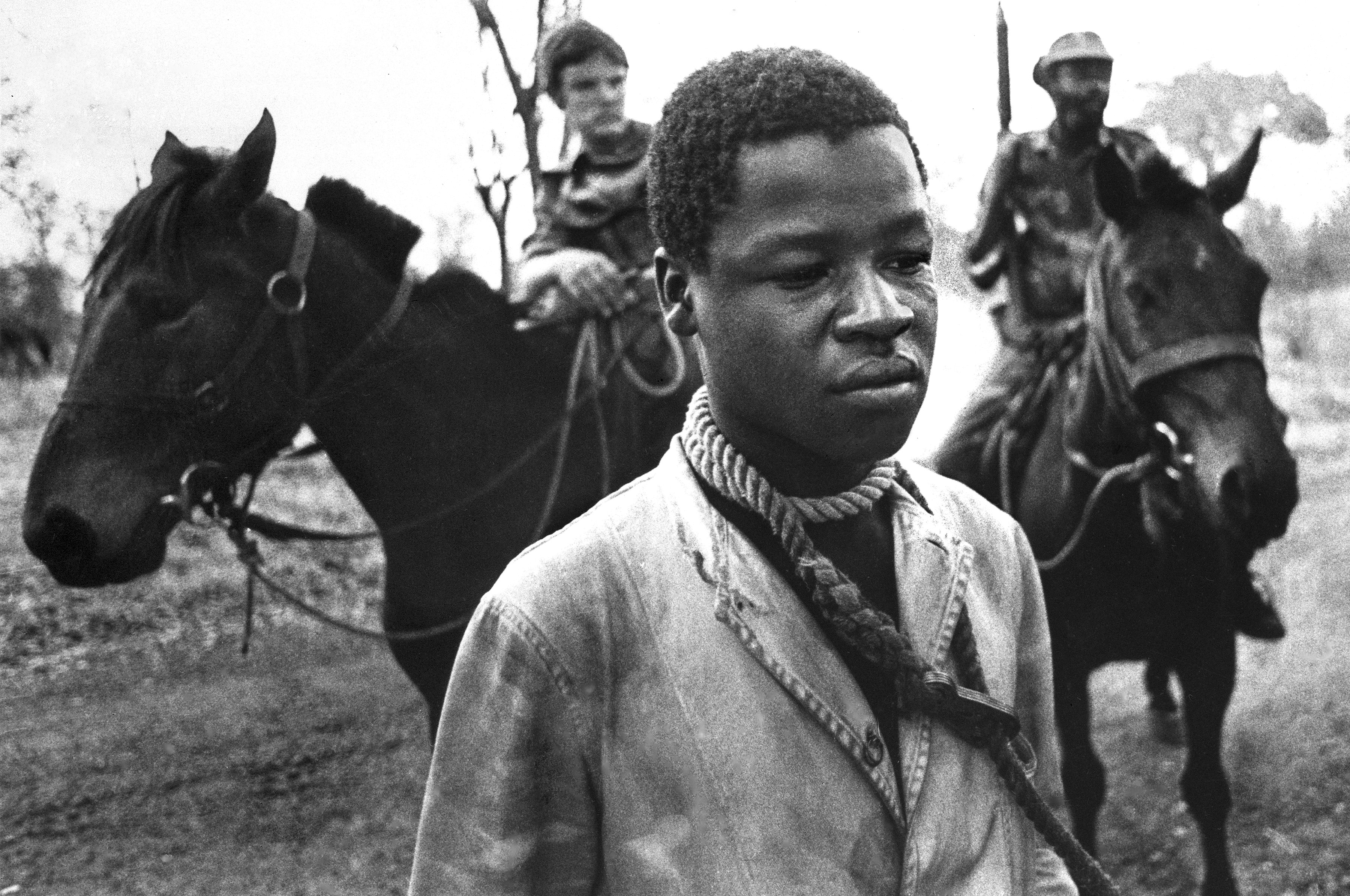
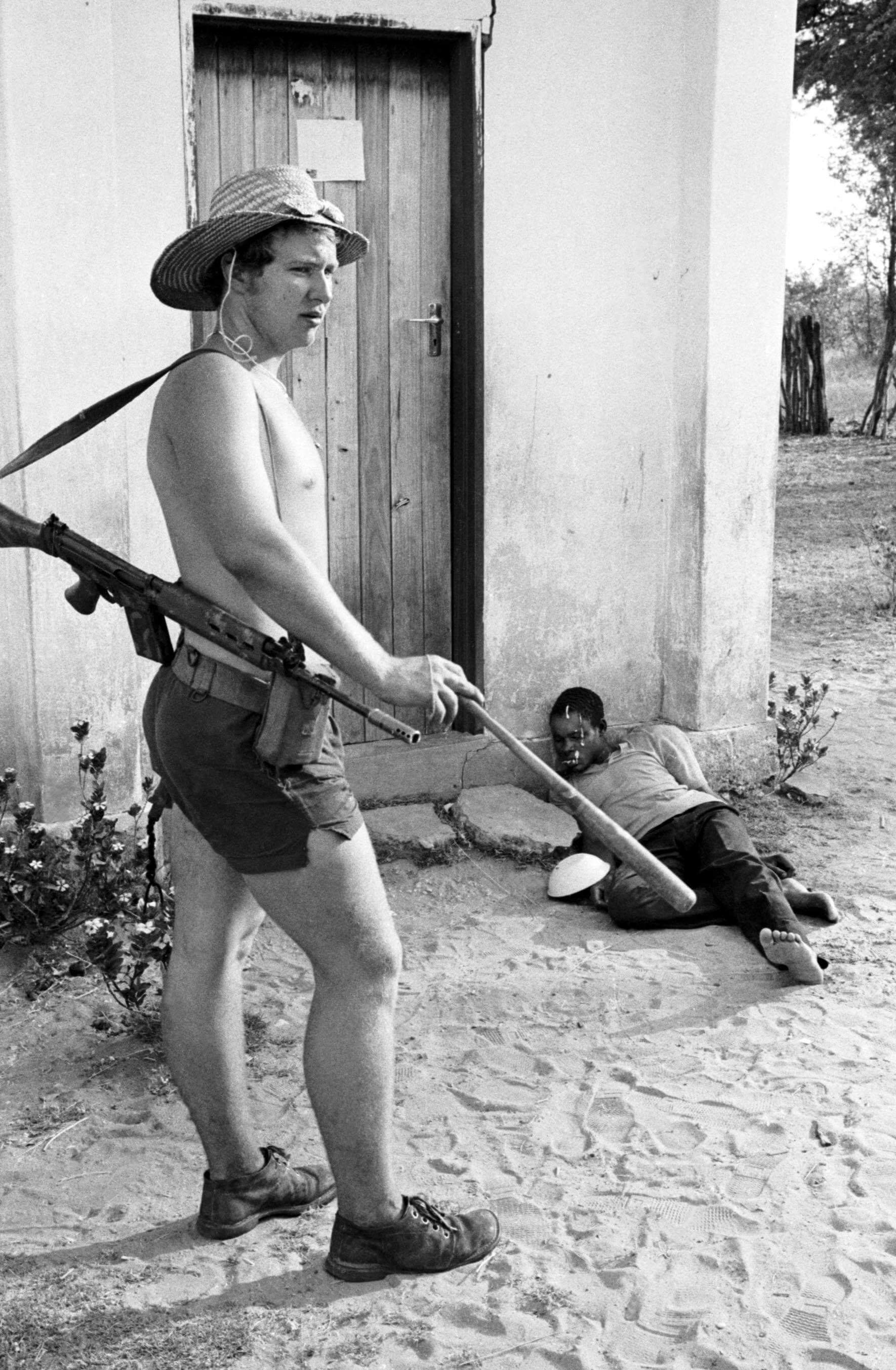

## Bereich Literatur, Theater und Musik(Books, Drama & Music)
| Kategorie                                                   | Preisträger |
| ----------------------------------------------------------- | --- |
| Geschichte (History)                                        | The Visible Hand: The Managerial Revolution in American Business von Alfred D. Chandler, Jr. (Belknap/Harvard University Press)                                                        |
| Belletristik (Fiction)                                      | Elbow Room von James Alan McPherson (Atlantic Monthly Press) |
| Sachbuch (General Nonfiction)                               | The Dragons of Eden von Carl Sagan (Random House) |
| Musik (Music)                                               | Deja Vu for Percussion Quartet and Orchestra von Michael Colgrass (Carl Fischer Music) Im Auftrag der New York Philharmonic und von diesem Orchester am 20. Oktober 1977 uraufgeführt. |
| Dichtung (Poetry)                                           | Collected Poems von Howard Nemerov (Univ. of Chicago) |
| Theater (Drama)                                             | The Gin Game von Donald L. Coburn (Drama Book Specialists) |
| Biographie oder Autobiographie (Biography or Autobiography) | Samuel Johnson von Walter Jackson Bate (Harcourt) |

## Sonderpreise (Special Citations)
| Kategorie    | Preisträger    | Begründung |
| ------------ | -------------- | --- |
| Journalismus | Richard Strout | für herausragende Kommentare aus Washington über viele Jahre hinweg als Korrespondent von The Christian Science Monitor und Mitarbeiter von The New Republic. |
| Literatur    | E. B. White    | für seine Literatur, Essays und sein gesamtes Werk. |